# Rezerwat przyrody Lipowiec
Rezerwat przyrody Lipowiec – leśny i krajobrazowy rezerwat przyrody położony w gminie Babice w powiecie chrzanowskim w zachodniej części województwa małopolskiego, w pobliżu wsi Wygiełzów i Babice, na obszarze Nadleśnictwa Chrzanów.
Rezerwat ustanowiono na mocy zarządzenia Ministra Leśnictwa i Przemysłu Drzewnego z dnia 25 listopada 1959 na powierzchni 10,44 ha; w 1965 powiększono go do 12,44 ha, natomiast obecnie podawana wielkość to 11,39 ha. Celem ochrony w rezerwacie jest zachowanie ze względów naukowych, dydaktycznych i turystycznych naturalnego fragmentu buczyny karpackiej, rosnącej  na Garbie Tenczyńskim Wyżyny Krakowskiej oraz zachowanie piękna krajobrazu z ruinami średniowiecznego Zamku Lipowiec. Wokół rezerwatu wyznaczono otulinę o powierzchni 26,28 ha. Obszar rezerwatu jest objęty ochroną czynną (10,61 ha) i krajobrazową (0,58 ha).
Lasy bukowe w rezerwacie, lokalnie nazywane Czarnym Lasem, mają od 120 do 160 lat. Występują tu także sosna, grab i bez czarny, a w runie – 24 chronione gatunki roślin naczyniowych oraz 11 gatunków mchów. Do bardzo rzadkich gatunków występujących na terenie rezerwatu należy kruszczyk drobnolistny (gatunek storczyka).